# علامة هاوشيب - رومبرغ
علامة هاوشيب - رومبرغ هي علامةٌ طبية تتمثل في ألمٍ داخلي في الفخذ عند دوران الحوض نحو الداخل. قد تحدث بسبب الفتق السدادي سُميت نسبةً إلى جون هاوشيب [الإنجليزية] وموريتز هاينريخ رومبرغ.